# Meliosma yunnanensis
Meliosma yunnanensis är en tvåhjärtbladig växtart som beskrevs av Adrien René Franchet. Meliosma yunnanensis ingår i släktet Meliosma och familjen Sabiaceae. Inga underarter finns listade.